# Mali
Mali, officieel de Republiek Mali (Frans: République du Mali), is een land in Afrika. Het noorden en noordoosten ligt in de Sahara, het zuiden en zuidwesten in de Sahel. Het land is volledig afgesloten van de zee.
Mali heeft 13 officiële talen, waaronder Bambara. Daarnaast wordt er Frans gesproken als lingua franca, hoewel het sinds 2023 niet meer officieel erkend wordt.
De hoofdstad Bamako ligt in het zuidwesten van het land. Mali heeft ruim 20 miljoen inwoners waarvan meer dan 10% in en rond de hoofdstad woont. Het is een van de armste landen ter wereld en kampt met ernstige interne spanningen.

## Geschiedenis

### Vroege geschiedenis
Van de 4e tot de 16e eeuw was Mali onderdeel van drie belangrijke Afrikaanse culturen: het koninkrijk Ghana, het koninkrijk Mali en het koninkrijk Songhai. De belangrijkste verslagen over deze culturen zijn van Arabische geleerden die er op bezoek kwamen. Een belangrijk centrum was Timboektoe in het centrum van hedendaags Mali. In de 14e eeuw was deze plaats een belangrijk leercentrum voor geschiedenis, rechtsleer en de islamitische godsdienst. Timboektoe was ook een handelscentrum en een bestemming voor handelskaravanen.

### De Fransen en dekolonisatie
Na aanvankelijk fel verzet van de lokale bevolking namen de Fransen het gebied vanaf 1893 in. Onder de naam Frans-Soedan werd het een onderdeel van Frans-West-Afrika.
Op 25 november 1958 kreeg Frans-Soedan autonomie als een zelf-regerend lid van de Franse Gemeenschap, vergelijkbaar met het Britse Gemenebest. Op 4 april 1959 fuseerde Frans-Soedan of "Soudan" met Senegal tot de Mali-federatie (Fédération du Mali, hoofdstad Dakar), die op 20 juni 1960 volledig onafhankelijk werd van Frankrijk. Al na twee maanden op 20 augustus stapte Senegal uit de federatie. De belangrijkste aanleidingen waren verschillen van mening over de economische en politieke koers van de federatie tussen de deelregeringen van Soudan en Senegal, en de botsende persoonlijkheden en ego's van de Senegalese leider Leopold Senghor en de Soedanese leider Modibo Keïta. Op 22 september 1960 verklaarde Modibo Keïta in Bamako de onafhankelijkheid van Soudan van de Mali-federatie, onder de naam Republiek Mali, République du Mali. Het land werd als een eenpartijstaat geregeerd door de Union Soudanaise - Rassemblement Démocratique Africain USRDA onder leiding van Modibo Keïta.

### 1960-1990
Het marxistisch georiënteerde bewind faalde economische groei te brengen en riep in 1967 de permanente revolutie uit die het land in chaos en geweld stortte. In 1968 volgde een staatsgreep door een groepje jonge officieren, het Comité Militaire de Libération Nationale CMLN, onder leiding van Moussa Traoré. Het bewind bleef militair tot 1979, waarna Traoré formeel een burgerregering installeerde en een nieuwe politieke partij oprichtte, de Union Démocratique du Peuple Malien UDPM. In de jaren zeventig en jaren tachtig werd Mali geplaagd door watertekorten en droogtes. In 1985 was Mali in een korte oorlog verwikkeld met buurland Burkina Faso.

### Burgeroorlogen en staatshervormingen jaren negentig
In 1990 brak in het noorden van het land een opstand van de Toearegs uit die in eerste instantie naar onafhankelijkheid streefden. De Toearegrebellenbeweging Mouvement Populaire pour la Libération de l'Azawad MPLA wist het Malinese leger enkele nederlagen toe te brengen, die het dictatoriale bewind dwongen troepen uit de buurt van de hoofdstad Bamako naar het noorden te verplaatsen. Hierdoor zagen oppositiebewegingen in Bamako meer kans zich te verzetten tegen de dictatuur. In 1991 braken studentenprotesten tegen het regime uit, die op 26 maart uitliepen op rellen in de hoofdstad waarbij veel doden vielen. Generaal Moussa Traoré werd die dag afgezet door kolonel Amadou Toumani Touré, die een Comité Transitoire pour le Salut du Peuple CTSP had opgericht waarin studentenleiders, de leiders van de ondergrondse oppositiepartijen en de Toearegrebellen zitting namen. Alle partijen onderhandelden onder leiding van Touré, voerden op 11 januari 1992 een nieuwe grondwet in en sloten op 11 april 1992 een vredesverdrag, het Pacte National, dat voorzag in een decentrale overheid, meer autonomie voor het noorden, economische ontwikkeling voor de regio's en het houden van vrije verkiezingen. Dat was voor het eerst sinds de jaren veertig.
Alpha Oumar Konaré, leider van de ADEMA-PASJ-partij, werd 26 april 1992 na twee stemrondes tot president gekozen. Hij bleek echter niet in staat om een definitieve vrede met de Toearegs te bewerkstelligen. De MPLA viel uit elkaar in splintergroeperingen. In 1994 ontaardde het conflict in interne gevechten tussen verschillende Toearegstammen onderling, en tussen de Toearegs en de Songhaibevolking, waarbij veel burgerslachtoffers vielen. Konaré begreep dat er van vrede pas sprake kon zijn als de onderlinge geschillen werden bijgelegd, en hij stak veel energie in een onderlinge dialoog. Ook vroeg hij secretaris-generaal van de Verenigde Naties Boutros Boutros-Ghali om een onderzoek in te stellen naar de handel in kleine wapens. Dit leidde uiteindelijk tot een moratorium. In 1996 keerde de vrede terug in het noorden na een langdurig proces van verzoening tussen de verschillende stammen en bevolkingsgroepen. De vrede werd op 26 maart 1996 luister bijgezet met een ceremoniële wapenverbranding: Flamme de la paix, vertaald: Vlam van de vrede, op de markt van Timboektoe, waarbij alle rebellenbewegingen zich formeel ontbonden.
In 1997 werd Alpha Oumar Konaré herkozen als president. Hij hervatte de politieke en economische hervormingen en bond de strijd aan tegen corruptie. De decentralisering van het bestuur en de politiek in Mali werd in 1999 voltooid.

### De 21e eeuw, interne onrust
Op 12 mei 2002 werd president Konaré opgevolgd door de onafhankelijke kandidaat en voormalig luitenant-kolonel Amadou Toumani Touré, de architect van de vrede en hervormingen in 1992. In april 2007 werd Touré voor een tweede termijn verkozen. Onder zijn bewind werd Mali vaak gezien als het goede voorbeeld van democratie in West-Afrika.
Na tien jaar vrede laaide de strijd in mei 2012 weer kort op. Voormalige rebellen, die als officier dienstdeden in het leger, trokken zich terug in het Tigharghargebergte ten noorden van Kidal. Zij eisten de volledige uitvoering van het oorspronkelijke Pacte National uit 1992 waarvan delen nog steeds niet waren uitgevoerd. Bij de gevechten met deze opstandelingen vielen enkele doden.
Na bemiddeling door de Algerijnse president Abdelaziz Bouteflika zijn onderhandelingen gevoerd tussen de Malinese regering en de opstandelingen. Uit deze onderhandelingen is een akkoord voortgekomen, waarin de re-integratie van de soldaten en een speciaal programma voor de ontwikkeling van Kidal is opgenomen. Dit akkoord is door president Touré van Mali ondertekend, maar is niet in de volksvertegenwoordiging, de Assemblée Nationale, behandeld. Dit heeft veel discussie in de media over de legitimiteit van het stuk opgeleverd.
In 2011 vochten vele Toearegs mee met Moammar al-Qadhafi tijdens de Opstand in Libië; toen ze deze verloren, zijn zij en andere Qadhafiaanhangers naar Mali teruggekeerd met zware wapens van het voormalige Libische regime, en hebben sindsdien zich meester gemaakt van verscheidene steden in Noord-Mali. Het Malinese leger meende dat president Amadou Toumani Touré hen onvoldoende bevoorraadde tegen de rebellen en pleegde op 22 maart 2012 een staatsgreep.
In 2012 is de situatie in het noorden van het land zo verslechterd, dat de regering van Frankrijk op 11 januari 2013 besloot tot militair ingrijpen.
De opstand laaide vanaf 2011 weer op, onder meer nadat zwaarbewapende Toearegs waren teruggekeerd uit Libië, waar zij tijdens de opstand hadden gevochten aan de kant van kolonel Moammar al-Qadhafi. Eind 2011 werkten zij mee aan de verzetsbeweging MNLA Mouvement National pour la Liberation de l'Azawad die strijdt voor onafhankelijkheid van Azawad, een groot woestijngebied in het noorden en westen van Mali. In januari 2012 was er sprake van drie gevechtsfronten en hadden de rebellen aanzienlijke successen geboekt. Duizenden inwoners sloegen op de vlucht voor de gevechten en tientallen mensen werden gedood. Amnesty International spreekt van een humanitaire crisis. Er is ook sprake van terreur door een Noord-Afrikaanse tak van Al Qaida.

### Staatsgreep in 2012
Op woensdag 21 maart 2012 kwam het tot ongeregeldheden bij het gebouw van de staatsomroep, militairen aldaar eisten betere bewapening om zich te verweren tegen de Toearegs. Dit resulteerde de dag daarop in een staatsgreep door een groep die zich het Nationaal Comité voor het Herstel van de Democratie en de Republiek (CNRDR - Comité National pour la Restauration de la Démocratie et la République) noemt en onder leiding zou staan van kolonel Amadou Sanogo.
Op 22 maart zetten militairen de president af waar een onduidelijk aantal doden en gewonden bij is gevallen. De Wereldbank, de Afrikaanse Ontwikkelingsbank en de Europese Commissie schortten hun economische steun op. ECOWAS ging over tot het sluiten van de grenzen en bevriezen van de rekeningen van Mali's Centrale Bank. Door deze druk en internationale bemiddeling nam Amadou Toumani Touré officieel afstand van het presidentschap en gingen de opstandige militairen akkoord met het instellen van een interim-regering die nieuwe verkiezingen moet gaan organiseren. Deze interim-regering wordt geleid door de voormalige parlementsvoorzitter Diouncounda Traoré, die op het moment van de coup in buurland Burkina Faso zat. Hij treedt tijdelijk op als president. Cheick Modibo Diarra is aangesteld als interim minister-president.

### Burgeroorlog 2012-2013
De staatsgreep speelde rebellerende Toearegs in het noorden van Mali in de kaart. Zij konden door het ontstane machtsvacuüm hun opmars nog verder voortzetten. Op 30 maart veroverden ze Gao en Kidal, en op 1 april Timboektoe. Op 6 april riepen ze de "onafhankelijke republiek Azawad" uit.
Intussen hadden islamistische krijgers van Ansar Dine onder leiding van Iyad Ag Ghali de sharia van kracht verklaard, waarna de meeste christenen Timboektoe ontvluchtten. Op 26 mei 2012 sloten nationalistische Toearegs (MNLA) en islamisten in Gao een akkoord tot de oprichting van een "islamitische republiek Azawad". Op 27 juni 2012 braken echter weer onderlinge gevechten uit tussen Ansar Dine en MNLA.
De rebellen in het noorden breidden hun machtspositie uit en veroverden op 10 januari 2013 de centrale stad Konna, op 600 kilometer van Bamako. Hierop riep de regering van Mali Franse hulp in. Het Franse leger dat bases heeft in Mali voerde vanaf vrijdag 11 januari 2013 luchtaanvallen uit op de rebellen. Parijs stuurde extra troepen om de hoofdstad Bamako te beschermen. Frankrijk hoopte daarmee te voorkomen dat Mali een brandhaard voor terroristen zou worden. De VN Veiligheidsraad verklaarde zich unaniem achter de interventie van Frankrijk in Mali. Op 26 januari 2013 viel de stad Gao in Franse handen.

### Staatsgrepen vanaf 2020
Vanaf 5 juni 2020 vonden grootschalige protesten plaats in Mali, waarbij demonstranten opriepen tot het aftreden van president Ibrahim Boubacar Keïta. De demonstranten waren ontevreden over de onrust in het land, de vermeende corruptie bij de overheid en de economische malaise. Tijdens de protesten vielen vele gewonden en meerdere doden. Op 18 augustus 2020 werd door Malinese strijdkrachten een militaire basis in de stad Kati bestormd, waar geweerschoten werden uitgewisseld en hoge officieren werden gearresteerd. Tanks en gepantserde voertuigen rukten vervolgens op naar de hoofdstad Bamako, waar leden van de regering gevangen werden genomen. Hieronder waren ook president Keïta en premier Boubou Cissé. Keïta trad hierop af en ontbond de regering, waarna de macht voorlopig in handen kwam van de militaire leider Assimi Goïta. Eind september 2020 werd Bah N'Daw aangewezen als waarnemend president voor een overgangsperiode van achttien maanden. Moctar Ouane werd waarnemend premier. In mei 2021 werden president N'Daw en premier Ouane echter gearresteerd op aanwijzingen van Goïta, de vicepresident van het land, die verkiezingen zegt te willen organiseren. N'Daw en Ouane werden dezelfde maand nog vrijgelaten en onder huisarrest geplaatst. Het West-Afrikaanse samenwerkingsverband Ecowas besloot echter het lidmaatschap van Mali op te schorten naar aanleiding van deze laatste staatsgreep.

## Bestuurlijke indeling
Mali is onderverdeeld in tien regio's: Gao, Kayes, Kidal, Koulikoro, Ménaka, Mopti, Ségou, Sikasso, Taoudénit en Timboektoe. De hoofdstad Bamako heeft een aparte administratieve status. De Toearegs in het noorden hebben sinds de jaren negentig een speciale bestuurlijke zone.

## Bevolking en religie
In juli 2021 wordt de bevolking van Mali geschat op iets meer dan 20 miljoen. Ongeveer 10% van de bevolking leeft als nomaden. De bevolking is onderverdeeld in verschillende etnische groepen, namelijk de: Bambara (32%), Fulani of Peul (14%), Senufo (12%), Soninke (9%), Toeareg (7%), Songhai (7%) en de Malinke of Mandingo, Mandinke (7%)
Naar schatting bestaat 94% van de bevolking uit moslims (65% in de jaren 1960). Ongeveer 3% is christen. Het land is sinds de oprichting in 1969 lid van de Organisatie voor Islamitische Samenwerking.
Een van de bekende christelijke bedevaartsoorden in Mali is de kathedraal Notre Dame de Kita die zich in de stad Kita bevindt in de regio Kayes.

## Cultuur
Mali heeft een rijke en diverse muziekscene die uit de cultuur van de griots is voortgekomen.

## Natuurlijk

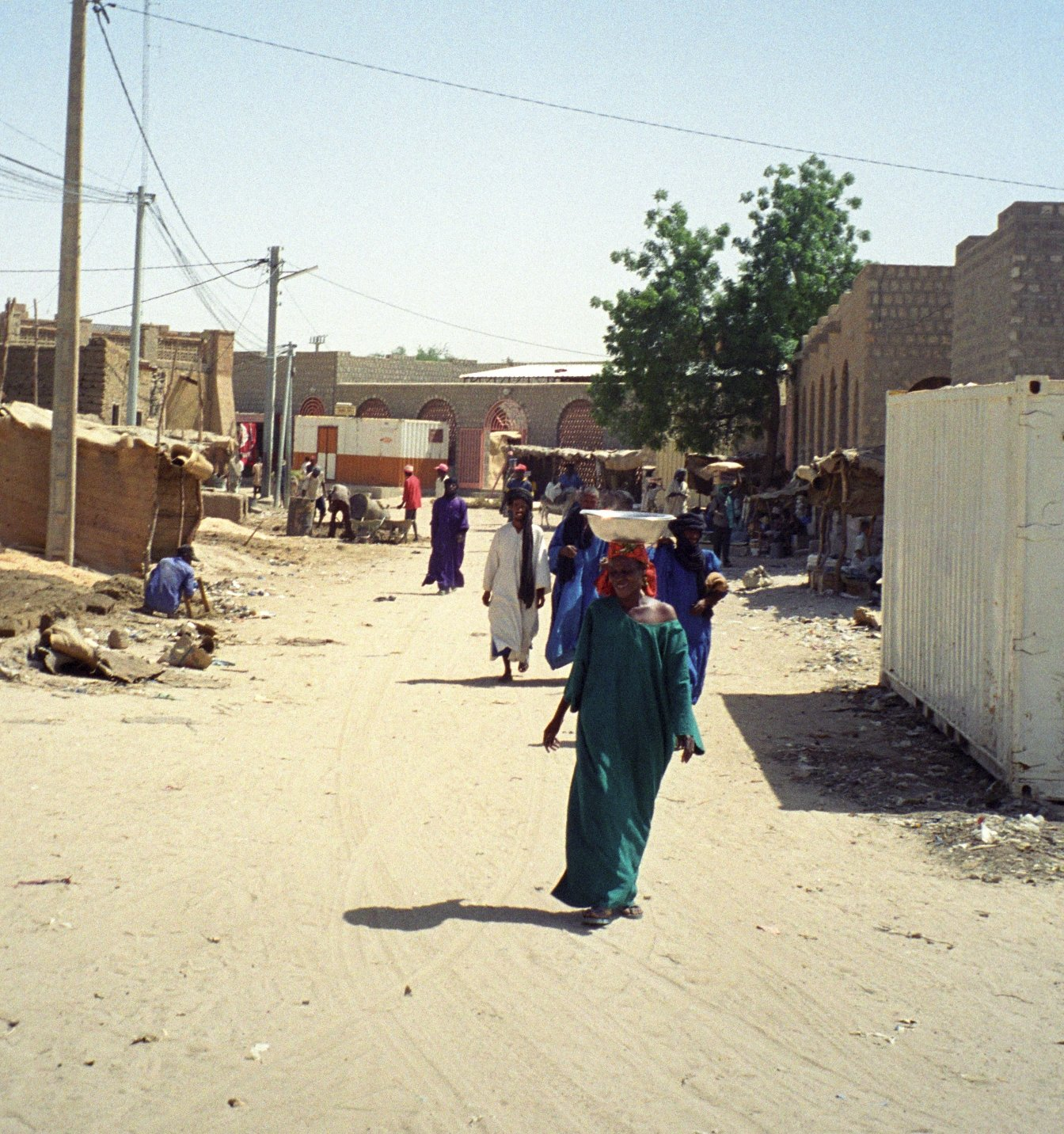
Straatbeeld in Timboektoe

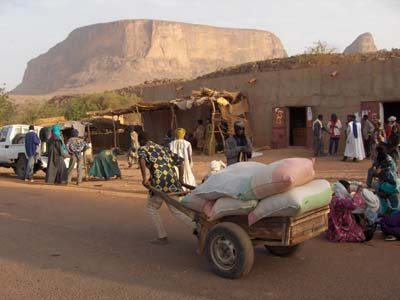
Straatbeeld in Hombori

### Geografie
Mali bestaat voor 70% uit woestijn of semiwoestijn, de Sahel. Dit beslaat voornamelijk het noordelijke gedeelte van het land. In het zuidwesten stromen ook enkele grote rivieren, namelijk de Niger, Sénégal en de Bani. Het land is voornamelijk vlak, het hoogste deel is de Adrar Des Iforas aan de grens met Algerije. Dit hoogland in de Sahara bevat veel wadi's, droge valleien, waar vroeger rivieren vloeiden. De hoogste berg van het land is de Hombori Tondo (1155 meter).
Mali ligt volledig afgesloten van de zee. De omringende landen van Mali zijn Mauritanië, Algerije, Niger, Burkina Faso, Ivoorkust, Guinee en Senegal.

### Klimaat
Het noorden van het land heeft een woestijnklimaat en er is praktisch het hele jaar geen regenval. Het zuidelijke gedeelte van het land heeft voldoende regenval om landbouw mogelijk te maken. Het regenseizoen in het zuiden is van mei tot oktober. Van tijd tot tijd zijn er droogtes die de landbouw verder bemoeilijken.

### Natuurlijke vegetatie
In het noorden is de begroeiing schaars. De droge graslanden in centraal en Zuidoost-Mali vormen onderdeel van een regio genaamd de Sahel. Het noordelijke gedeelte van deze regio droogt langzaam op en wordt langzaam onderdeel van de Sahara. Het zuidelijke gedeelte van Mali bestaat uit savanne.

### Biosfeerreservaat
Mali bezit een door de UNESCO erkend biosfeerreservaat: Boucle du Baoulé; het is 25.000 km² groot en ligt in de West-Afrikaanse savanne, in de bestuurlijke regio’s Kayes en Koulikoro. De kernzone ervan is 5330 km² groot en bestaat uit drie afzonderlijke blokken: Kongossambougou (2351 km²), Fina (1049 km²) en Badinko (1930 km²); dit waren vroeger drie fauna-reservaten en een nationaal park.

## Economie
Mali is een van de armste landen in de wereld. Economische activiteiten vinden voornamelijk plaats in het zuidwesten, waar de grote rivieren zoals de Niger en de Sénégal lopen. Mali is in hoge mate afhankelijk van ontwikkelingshulp. In 1997 implementeerde de regering succesvol een programma dat was aanbevolen door het IMF. Dit programma helpt de economie te groeien en te diversifiëren en helpt ook om buitenlandse investeringen aan te trekken. De devaluatie met 50% van de CFA-frank in januari 1994 heeft de economie ook geholpen. Toerisme is nog schaars, maar wordt gestimuleerd. In de totale economie is het aandeel van de landbouw zo'n 40%, de industrie 20% en de dienstensector de rest.

### Landbouw
Ongeveer 80% van de bevolking is werkzaam in de landbouw en visserij. Katoen is het belangrijkste exportproduct. In 2002 werd 620.000 ton geproduceerd, maar katoenprijzen daalden sterk in 2003. Mali is hierdoor erg afhankelijk van schommelingen in de prijs van dit product. In aanvulling op katoen produceert Mali rijst, gierst, maïs, sorghum, fruit, tabak, en boomgewassen. Deze zijn vooral bestemd voor lokale consumptie. Grondnoten en suikerriet zijn andere belangrijke exportgewassen. Slechts ongeveer 2% van het beschikbare landoppervlak wordt gebruikt voor het verbouwen van gewassen. De veeteelt gebruikt ongeveer 25% van het landoppervlak. De landbouw wordt bemoeilijkt door de periodieke droogtes. De visserij in de grote rivieren is ook een belangrijke voedselbron. De overige 20% van de beroepsbevolking is actief in de industrie en de dienstensector. Echter, de seizoensgebonden schommelingen leiden tot regelmatige tijdelijke werkloosheid van de werknemers in de landbouw.

### Mijnbouw en Industrie
Mali heeft verschillende grondstoffen. Alleen goud en zout worden op grote schaal ontgonnen. Sinds het einde van de jaren negentig hebben een aantal multinationals hun goudwinningsoperaties uitgebreid en de regering van Mali verwacht dat het land een van de belangrijkste goudexporteurs in Afrika beneden de Sahara zal worden.
De industrie verwerkt voornamelijk landbouwproducten voor binnenlandse consumptie.

### Buitenlandse handel
De buitenlandse handel is bescheiden en in het algemeen voert het land meer in dan uit. Landbouwproducten en goud maken samen 80% van de totale export uit. De twee veruit belangrijkste exportmarkten zijn de Verenigde Arabische Emiraten en Zwitserland. De import is veel meer gespreid zowel naar producten als handelspartners. Uit buurland Senegal kwam een kwart van de invoer, gevolgd door Ivoorkust met ongeveer 15%. Nummer drie was de Volksrepubliek China met 11% en stond hiermee net iets boven Frankrijk in 2019.
In 2020 stond het land op plaats 129 van de 180 landen die beoordeeld zijn op de corruptieperceptie-index van Transparency International.